# Kabinett Juppé I
Das Kabinett Juppé I war vom 17. Mai 1995 bis zum 7. November 1995 die 25. Regierung der fünften französischen Republik.
Staatspräsident Jacques Chirac berief am Tag seiner Amtseinführung Alain Juppé zum neuen Premierminister. Die weiteren Regierungsmitglieder wurden am 19. Mai 1995 bekanntgegeben.
Die Regierung stützte sich wie ihre Vorgängerregierung auf die überwältigende Mehrheit von Rassemblement pour la République und Union pour la démocratie française in der Nationalversammlung.
Die Regierung trat bereits am 7. November 1995 zurück, um angesichts des raschen Popularitätsverfalls von Juppé eine Regierungsumbildung zu ermöglichen.

## Zusammensetzung
| Bild                        | Amt | Name                                | Partei | Partei                    |
| --------------------------- | --- | ----------------------------------- | ------ | ------------------------- |
| Alain Juppé                 | Premierminister | Alain Juppé                         |        | RPR                       |
| Minister                    | |                                     |        |                           |
| Jacques Toubon              | Siegelbewahrer, Justizminister | Jacques Toubon                      |        | RPR                       |
| Jean Arthuis                | Minister für Wirtschaft, Finanzen und Planung (ab 26. August 1995) Minister für Wirtschaft und Finanzen (bis 26. August 1995)     | Jean Arthuis (ab 26. August 1995)   |        | UDF-CDS                   |
| Alain Madelin               | Minister für Wirtschaft, Finanzen und Planung (ab 26. August 1995) Minister für Wirtschaft und Finanzen (bis 26. August 1995)     | Alain Madelin (bis 26. August 1995) |        | UDF-PR                    |
| François Bayrou             | Minister für Nationale Bildung, Hochschule, Forschung und Eingliederung in das Berufsleben                                        | François Bayrou                     |        | UDF-CDS                   |
|                             | Minister für Raumordnung, Bau und Verkehr                                                                                         | Bernard Pons                        |        | RPR                       |
|                             | Außenminister | Hervé de Charette                   |        | UDF-PR später: UDF-PPDF   |
| Charles Millon              | Verteidigungsminister | Charles Millon                      |        | UDF-PR später: UDF-direkt |
| Jean-Louis Debré            | Innenminister | Jean-Louis Debré                    |        | RPR                       |
|                             | Minister für die Beziehungen zum Parlament                                                                                        | Roger Romani                        |        | RPR                       |
| Jacques Barrot              | Minister für Arbeit, sozialen Dialog und Teilhabe                                                                                 | Jacques Barrot                      |        | UDF-CDS                   |
| Philippe Douste-Blazy       | Kulturminister | Philippe Douste-Blazy               |        | UDF-CDS                   |
| Jean Arthuis                | Minister für wirtschaftliche Entwicklung und Planung (bis 26. August 1995)                                                        | Jean Arthuis (bis 26. August 1995)  |        | UDF-CDS                   |
| Claude Goasguen             | Minister für Staatsreform, Dezentralisierung und Bürgerschaft                                                                     | Claude Goasguen                     |        | UDF-CDS                   |
| Jean Puech (rechts)         | Minister für öffentliche Verwaltung                                                                                               | Jean Puech                          |        | UDF-PR                    |
|                             | Ministerin für Gesundheit und die Krankenversicherung                                                                             | Élisabeth Hubert                    |        | RPR                       |
| Éric Raoult                 | Minister für Integration und den Kampf gegen Ausgrenzung                                                                          | Éric Raoult                         |        | RPR                       |
|                             | Ministerin für Solidarität zwischen den Generationen                                                                              | Colette Codaccioni                  |        | RPR                       |
|                             | Minister für Landwirtschaft, Fischerei und Ernährung                                                                              | Philippe Vasseur                    |        | UDF-PR                    |
|                             | Industrieminister | Yves Galland                        |        | UDF-Rad                   |
| Pierre-André Périssol       | Wohnungsminister | Pierre-André Périssol               |        | RPR                       |
| Jean-Pierre Raffarin        | Minister für kleine und mittlere Unternehmen, Handel und Handwerk                                                                 | Jean-Pierre Raffarin                |        | UDF-PPDF                  |
| François Fillon             | Minister für Informationstechnologien und die Post                                                                                | François Fillon                     |        | RPR                       |
| Jean-Jacques de Peretti     | Minister für die Überseegebiete                                                                                                   | Jean-Jacques de Peretti             |        | RPR                       |
| Corinne Lepage              | Umweltministerin | Corinne Lepage                      |        | parteilos                 |
| Guy Drut                    | Minister für Jugend und Sport | Guy Drut                            |        | RPR                       |
| Françoise de Panafieu       | Tourismusministerin | Françoise de Panafieu               |        | RPR                       |
|                             | Minister für Veteranen und Kriegsopfer                                                                                            | Pierre Pasquini                     |        | RPR                       |
| Beigeordnete Minister       | |                                     |        |                           |
| Jacques Godfrain (à droite) | Beigeordneter Minister für Kooperation Außenministerium                                                                           | Jacques Godfrain                    |        | RPR                       |
| Michel Barnier              | Beigeordneter Minister für europäische Angelegenheiten Außenministerium                                                           | Michel Barnier                      |        | RPR                       |
| Staatssekretär              | |                                     |        |                           |
| Xavier Emmanuelli           | Staatssekretär für humanitäre Nothilfe Premierminister                                                                            | Xavier Emmanuelli                   |        | parteilos                 |
|                             | Staatssekretärin für Beschäftigung Premierminister                                                                                | Anne-Marie Couderc                  |        | UDF-PR                    |
| François Baroin             | Staatssekretär, Regierungssprecher Premierminister                                                                                | François Baroin                     |        | RPR                       |
| François d’Aubert           | Staatssekretär für Haushalt Ministerium für Wirtschaft und Finanzen bzw. Ministerium für Wirtschaft, Finanzen und Planung         | François d’Aubert                   |        | UDF-PR                    |
| Hervé Gaymard               | Staatssekretär für Finanzen Ministerium für Wirtschaft und Finanzen bzw. Ministerium für Wirtschaft, Finanzen und Planung         | Hervé Gaymard                       |        | RPR                       |
|                             | Staatssekretär für Hochschulbildung Ministerium für Nationale Bildung, Hochschule, Forschung und Eingliederung in das Berufsleben | Jean de Boishue                     |        | RPR                       |
|                             | Staatssekretärin für Forschung Ministerium für Nationale Bildung, Hochschule, Forschung und Eingliederung in das Berufsleben      | Élisabeth Dufourcq                  |        | UDF-PR                    |
|                             | Staatssekretärin für Schulbildung Ministerium für Nationale Bildung, Hochschule, Forschung und Eingliederung in das Berufsleben   | Françoise Hostalier                 |        | UDF-PPDF                  |
|                             | Staatssekretär für ländliche Entwicklung Ministerium für Raumordnung, Bau und Verkehr                                             | Raymond-Max Aubert                  |        | RPR                       |
| Anne-Marie Idrac            | Staatssekretärin für Verkehr Ministerium für Raumordnung, Bau und Verkehr                                                         | Anne-Marie Idrac                    |        | UDF-CDS                   |
| Margie Sudre (rechts)       | Staatssekretärin für Frankophonie Außenministerium                                                                                | Margie Sudre                        |        | parteilos                 |
| Françoise de Veyrinas       | Staatssekretärin für Stadtviertel mit Schwierigkeiten Ministerium für Integration und den Kampf gegen Ausgrenzung                 | Françoise de Veyrinas               |        | UDF-CDS                   |
| Nicole Ameline              | Staatssekretärin für Dezentralisierung Ministerium für Staatsreform, Dezentralisierung und Bürgerschaft                           | Nicole Ameline                      |        | UDF-PR                    |
|                             | Staatssekretär für Außenhandel Industrieministerium                                                                               | Christine Chauvet                   |        | UDF-PR                    |